# Elwira Korotyńska
Elwira Karataj-Korotyńska, znana bardziej jako Elwira Korotyńska, podpisywała się także: K. Elwira, Korotyńska E.; ps.: Promyczek, Ewa Reńska, El-Kor (ur. 1864 w Warszawie (?), zm. 1943, tamże (?)) – polska literatka, pisarka, poetka i tłumaczka literatury francusko-, niemiecko-, rosyjsko- i angielskojęzycznej; szczególnie utworów skierowanych do dzieci i młodzieży.

## Zarys biograficzny

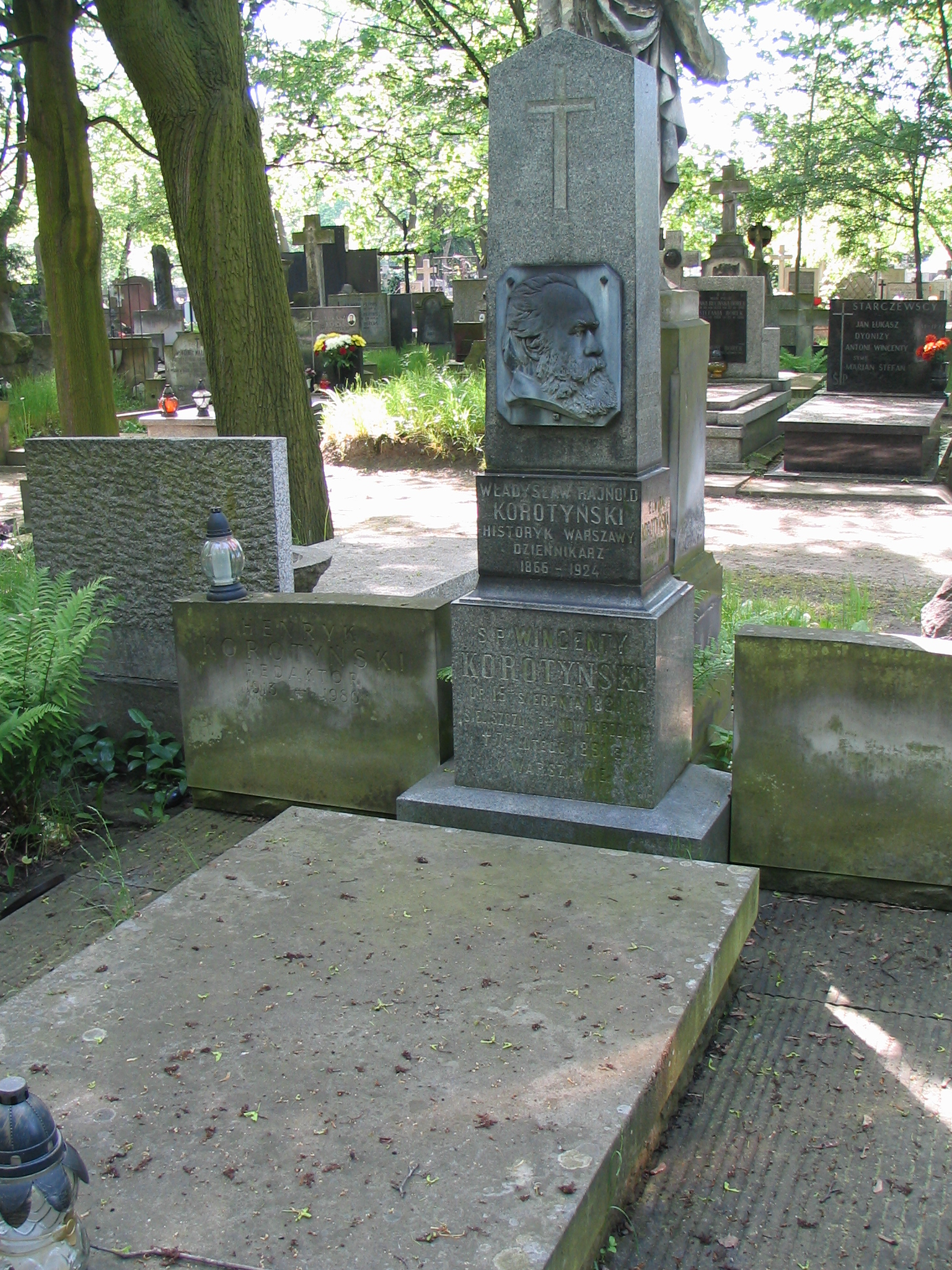
Nagrobek Władysława Korotyńskiego na cmentarzu Powązkowskim. W tym grobie spoczywają także Wincenty Korotyński, Henryk Korotyński, Bruno Wincenty Korotyński, Elwira Korotyńska i trzej inni członkowie rodziny Korotyńskich.

Urodzona w 1864, pochodziła ze znanego warszawskiego rodu Korotyńskich, w skład którego wchodziło kilka generacji dziennikarzy.
W 1916 została redaktorką czasopisma „Opiekun Domowych i Pożytecznych Zwierząt”.
W okresie międzywojennym była autorką wielu książek dla dzieci i młodzieży (bajek, baśni, wierszyków, powiastek i opowiadań, skrótów popularnych powieści oraz utworów dramatycznych, głównie jednoaktowych komedyjek). W owym czasie współpracowała z wydawnictwem Księgarnia Popularna, które w znacznej części zajmowało się produkcją książek dla dzieci. Mniejsza ich część wydawana była dość starannie jednak większość zwykle wychodziła w bardzo tandetnym wydaniu, ubogich seriach małych zeszytów (wydawanych w tzw. 16-nastce). Były to przeważnie serie krótkich powiastek i przeróbek znanych bajek (wydawane w seriach takich jak: Skarbnica Milusińskich, Teatrzyk Milusińskich, Biblioteka Bajek Całego Świata). Autorami większości tych utworów była właśnie Elwira Korotyńska i Stanisław Cytryn (używający ps. S. Nyrtyc i Cytryna). W związku z ich słabą jakością edytorską, działalność tego wydawnictwa była ostro krytykowana przez ówczesnych publicystów. Należy jednak dodać, że były one tanie i popularne, zwłaszcza wśród ludzi niezamożnych, których nie stać było na droższe pozycje. W związku z czym upowszechniały czytelnictwo wśród mas i krzewiły kulturę i wiedzę w popularnej formie.
Zmarła w 1943, w czasie II wojny światowej, i została pochowana w grobie rodzinnym na cmentarzu Stare Powązki w Warszawie (kw. 62, rząd 5, grób 14/15).

## Ważniejsze prace
Autorka m.in. następujących książek, wśród których można znaleźć wiele przekładów i opracowań znanych utworów autorów obcojęzycznych (ułożone w porządku alfabetycznym):
- 100,000 powinszowań wierszem i prozą: Do użytku dzieci i młodzieży: Powinszowania i życzenia imieninowe noworoczne i okolicznościowe (1930)
- Ach! być cyganem!: Komedyjka w 1-m akcie (1930)
- Ali Baba i czterdziestu zbójców: Baśń z 1001 nocy (1932)
- Baba Jaga: Baśń fantastyczna w 1-ym akcie (1930)
- Balowe pantofelki: Baśń fantastyczna (1929)
- Baśń o dobrej wróżce (1929)
- Baśń o szklanej górze (1928)
- Białośnieżka: Komedyjka w 1-ym akcie (1922)
- Biedna sierotka i inne (1933)
- Ciekawa Maniusia: Komedyjka w 1-ym akcie (1929)
- Ciekawość ukarana: Komedyjka w jednym akcie (1934)
- Czarodziejska sakiewka i dziwna czapka: Baśń z 1001 nocy (1929)
- Czarodziejski okręt: Baśń fantastyczna (1929)
- Czarodziejskie baśnie (1928)
- Czarodziejskie skrzypce: Baśń wierszem (1929)
- Dary morskiego władcy: Baśń fantastyczna (1929)
- Do pamiętnika: Zbiór wierszy do albumów (1923)
- Dotrzymuj słowa: Komedyjka w jednym akcie (1935)
- Dowcipne małpki: Powiastka (1931)
- Dwaj przyjaciele: Powiastka (1938)
- Dziecięce lata Kościuszki i Poniatowskiego: Jednoaktówka (1932)
- Dzielna Basia: Powiastka (1938)
- Dziwne przygody księcia: Baśń fantastyczna (1929)
- Elegancki Karolek: Komedyjka w 1-ym akcie (1929)
- Figle Różyczki: Powiastka (1938)
- Gil: Powiastka (1938)
- Grubasek: Komedyjka w 1-ym akcie (1929)
- Herszt zbójców: Komedyjka w 1-ym akcie (1918)
- Historja bułeczki: Powiastka (1933)
- Irusia – pieszczotka: Powiastka (1938)
- Jadwisia: Powieść dla panienek (1931)
- Jagusia sierotka: Bajka z ilustracjami (1930)
- Janek u Karzełków: Baśń fantastyczna (1929)
- Jasełka: Obrazek sceniczny z dziejów narodzenia Chrystusa w jednym akcie (1923)
- Jasio głuptasek: Baśń fantastyczna (1929)
- Jaś i Małgosia: Komedyjka w jednym akcie (1922)
- Jurek i Wacio: Komedyjka w 1-ym akcie (1929)
- Karusia: Powiastka (1938)
- Kłapouszek: Powiastka (1938)
- Kogut Koko i kwoczka Czarnooczka: Baśń fantastyczna w jednym akcie (1930)
- Kominiarczyk: Powiastka (1931)
- Konik polny, pszczoła i mrówka: Powiastka (1938)
- Kopciuszek: Komedyjka w 1-ym akcie (1925)
- Kot w butach: Baśń fantastyczna (1928)
- Kot w butach: Baśń fantastyczna w 2-ch aktach
- Kot w butach: Komedyjka w 1-ym akcie (1925)
- Kozieł zwycięzca: Powiastka z ilustracjami (1931)
- Koziołek babuleńki: Wierszyki (1934)
- Krawczyk królem: Baśń fantastyczna (1929)
- Król morza: Baśń (1931)
- Królowa myszek: Baśń fantastyczna (1928)
- Krysia u cyganów: Powiastka (1938)
- Książę – Żebrak: Baśń fantastyczna (1929)
- Kupiec i geniusz: Baśń z 1001 nocy (1929)
- Leśny karzełek: Baśń fantastyczna (1929)
- Litościwe dzieci: Powiastka z ilustracjami (1930)
- Lucia w Rzymie: Powiastka (1938)
- Łakomy Zbyszek: Komedyjka w 1-ym akcie (1929)
- Mali Robinzonowie: Prawdziwe opowiadanie (1922)
- Mała arystokratka: Komedyjka w 1-ym akcie (1929)
- Mała gosposia: Powiastka (1939)
- Małpi król: Baśń fantastyczna (1929)
- Mały kramarz: Powiastka (1933)
- Mądry nierogatek: Bajka z ilustracjami (1930)
- Miłość macierzyńska: Powiastka (1933)
- Miłość matki i inne (1933)
- Nauczyciel: Komedyjka w jednym akcie (1927)
- Nerwowy Bolek: Komedyjka w 1-ym akcie (1929)
- Nie udało się: Komedyjka w 1-ym akcie (1920)
- Niedoszły bohater: Komedyjka w 1-ym akcie (1929)
- Niezdolny Maniuś: Komedyjka w 1-ym akcie z rysunkami (1922)
- Niezdolny Miecio: Komedyjka w 1-ym akcie (1929)
- Nowy zbiór powinszowań wierszem i prozą: Do użytku dzieci i młodzieży: Powinszowania i życzenia imieninowe, noworoczne i okolicznościowe (1929)
- O jaskółce i ziarnku: Baśń wierszem (1929)
- O kogucie i lisie: Baśń wierszem (1929)
- O krasnoludkach i żelaznej górze: Baśń fantastyczna w jednym akcie (1930)
- O krasnoludkach i żelaznych górach: Baśń wierszem (1929)
- O rysiu, myszce, żabkach i innych psotnikach: Opowiadania z życia zwierząt (1933)
- O siedmiu krukach: Baśń fantastyczna (1928)
- O sześciu łabędziach: Baśń wierszem (1929)
- Pamiętnik lalki: Powiastka (1929)
- Pan Beksalski: Komedyjka w 1-ym akcie (1929)
- Pan Jąkalski: Komedyjka w 1-ym akcie (1929)
- Pan Obrażalski: Komedyjka w 1 akcie (1925)
- Pan Żuk i pani Żukowa: Bajka z rysunkami (1927)
- Pani z niebios: Baśń z ilustracjami (1931)
- Paź Królowej: Opowiadanie z życia owadów (1930)
- Perełka: Baśń fantastyczna (1929)
- Pierwsza nagroda Naci: Komedyjka w 1-ym akcie (1922)
- Plotkareczka: Komedyjka w jednym akcie (1932)
- Podkowa: Powiastka (1931)
- Porwana królewna: Baśń z ilustracjami (1927)
- Pół miljona monologów, humoresek, żarcików i komedyjek (1923)
- Przygody Hassana: Baśń z 1001 nocy (1929)
- Przygody Jasia i Lilci: Baśń fantastyczna (1929)
- Przygody pieska Filusia: Powiastka (1938)
- Ptaszek i dzieci: Powiastka (1938)
- Radosne i smutne: Wesołe powiastki dla grzecznych dzieci (1935)
- Rozegrany zakład: Komedyjka w 1-ym akcie (1918)
- Roztropne prosiątko: Opowiadanie z życia zwierząt (1931)
- Rumak czarownika: Baśń z 1001 nocy (1929)
- Siedem kruków: Komedyjka w 1 akcie (1922)
- Sinobrody: Baśń z 1001 nocy (1929)
- Ślicznotka: Baśń fantastyczna (1929)
- Ukarany psotnik: Komedyjka w 1-ym akcie (1929)
- W Wigilię Bożego Narodzenia: Komedyjka w jednym akcie (1927)
- W zaklętym lesie: Baśń fantastyczna (1918)
- Wacio nauczycielem: Komedyjka w 1-nym akcie (1922)
- Wacio w zaczarowanej krainie: Baśń fantastyczna (1920)
- Wesolutki światek dla grzecznych dziatek (1938)
- Wesoła wigilja: Komedyjka w 1-ym akcie (1928)
- Wesoła zabawa: Powiastka (1931)
- Wesołe zabawy: Dziesięć powiastek z życia prawdziwego (1932)
- Wiernuś: Powiastka (1931)
- Wierszyki dla dzieci (1933)
- Wodna pani i Złota Marysia: Baśń fantastyczna (1928)
- Wróbelek i kotka: Powiastka z ilustracjami (1931)
- Wyprawa do królewskiego pałacu: Bajka z ilustracjami (1930)
- Zaczarowany królewicz: Baśń fantastyczna (1928)
- Zaginiona Marta: Powiastka (1938)
- Zasłużona kara: Powiastka (1933)
- Zimowy gość: Powiastka z ilustracjami (1931)
- Złamany krzak: Powiastka (1938)
- Złocista różyczka: Powiastka (1938)
- Złota jabłoń i odważny królewicz: Bajka z ilustracjami (1931)
- Złota Marysia: Komedyjka w 1-ym akcie (1922)
- Złote gody: Komedyjka w 1-ym akcie (1920)
- Złotonóżka u Krasnoludków: Baśń fantastyczna (1930)
- Złotowłosa królewna: Baśń fantastyczna (1928)
- Złotowłosy chłopiec: Baśń fantastyczna (1928)
- Żaba czarodziejka: Baśń fantastyczna w 1-ej odsłonie (1930)

Przełożyła na język polski m.in. następujące powieści:
- Chata wuja Toma – Harriety Beecher Stowe (przekład z 1933)
- Wyspa błądząca – Juliusza Verne'a (przekład z 1934)